# Psammolyce malayana
Psammolyce malayana är en ringmaskart som beskrevs av Horst 1913. Psammolyce malayana ingår i släktet Psammolyce och familjen Sigalionidae. Inga underarter finns listade i Catalogue of Life.